# Ambo, Etiopia
Ambo ( sau Hagere Hiwot)   este un oraș  în  partea de centru a  Etiopiei,  în statul  Oromia. Stațiune balneoclimaterică cu ape minerale, care se îmbuteliază din anii '30.